# Striži (Oblast' di Kirov)
Striži è una cittadina della Russia europea centro-settentrionale, situata nella oblast' di Kirov; appartiene amministrativamente al rajon Oričevskij.